# John Henry (Politiker, 1750)
John Henry (* November 1750 im Dorchester County, Province of Maryland; † 16. Dezember 1798 ebenda) war ein US-amerikanischer Politiker und von 1797 bis 1798 Gouverneur des Bundesstaates Maryland. Zwischen 1789 und 1797 vertrat er seinen Staat im US-Senat.

## Frühe Jahre und politischer Aufstieg
Henry besuchte die West Nottingham Academy und dann bis etwa 1769 das College of New Jersey, aus dem später die Princeton University hervorgehen sollte. Danach studierte er an der Middle Temple School in London Jura. Nach seiner Rückkehr im Jahr 1775 begann er im Dorchester County als Rechtsanwalt zu arbeiten. Zwischen 1777 und 1779 war er Mitglied im Abgeordnetenhaus von Maryland. Gleichzeitig war er von 1778 bis 1780 und nochmals von 1785 bis 1786 im Kontinentalkongress. Er gehörte auch dem Ausschuss an, der die Grundlagen der Regierung im Nordwestterritorium schuf.

## Senator und Gouverneur
Am 10. Dezember 1788 wurde Henry bei den ersten Wahlen nach der neuen US-Verfassung als Vertreter der Ostküste Marylands in den US-Senat gewählt, Vertreter der Westküste war Charles Carroll. 1795 wurde er in diesem Amt bestätigt. Er war der erste Senator der Klasse 3 aus Maryland. Bei den Präsidentschaftswahlen des Jahres 1796 erhielt er zwei Wahlmännerstimmen, ohne offiziell kandidiert zu haben.
Am 10. Juli 1797 trat Henry von seinem Mandat im Senat zurück, weil er inzwischen von der Legislative seines Staates zum neuen Gouverneur gewählt worden war. Zu seinem Nachfolger als Senator wurde am 8. Dezember 1797 James Lloyd gewählt. Henry absolvierte nur eine einzige einjährige Amtszeit als Gouverneur, die am 14. November 1798 endete. Aus gesundheitlichen Gründen verzichtete er auf eine mögliche Wiederwahl. In seiner Amtszeit wurde die Miliz neu organisiert und neue Truppen aufgestellt. Das geschah auch vor dem Hintergrund eines damals drohenden Krieges gegen Frankreich. John Henry überlebte das Ende seiner Amtszeit als Gouverneur nur um einen Monat. Er starb noch im Dezember 1798. Mit seiner Frau Margaret Campbell hatte er zwei Kinder.